# Héctor Herrera (athlétisme)
Pour les articles homonymes, voir Héctor Herrera et Herrera.
Héctor Herrera Ortiz, né le 23 mai 1959 à Vertientes, est un athlète cubain qui courait surtout sur 800 m. Il a remporté l'argent en relais 4 × 400 m aux Jeux olympiques d'été de 1992 à Barcelone avec ses compatriotes Lazaro Martínez, Norberto Téllez et Roberto Hernández.

## Palmarès

### Jeux olympiques d'été
- Jeux olympiques d'été de 1992 à Barcelone ( Espagne)
  -  Médaille d'argent en relais 4 × 400 m

### Championnats du monde d'athlétisme
- Championnats du monde d'athlétisme de 1993 à Stuttgart ( Allemagne)
  - 6e en relais 4 × 400 m